# Santana do Itararé
Santana do Itararé est une municipalité brésilienne située dans l'État du Paraná.